# Gare du Cellier
La gare du Cellier est une gare ferroviaire française de la ligne de Tours à Saint-Nazaire, située sur le territoire de la commune du Cellier, dans le département de la Loire-Atlantique, en région Pays de la Loire.
C'est une halte ferroviaire de la Société nationale des chemins de fer français (SNCF), desservie par des trains express régionaux TER Pays de la Loire.

## Situation ferroviaire
Établie à 10 mètres d'altitude, la gare du Cellier est située au point kilométrique (PK) 412,142 de la ligne de Tours à Saint-Nazaire, entre les gares ouvertes d'Oudon et de Mauves-sur-Loire. Elle est séparée d'Oudon par la gare aujourd'hui fermée de Clermont-sur-Loire.

## Historique
Cette gare a toujours été une simple halte. Elle coexistait avec la gare de Clermont-sur-Loire, laquelle était munie d'un bâtiment voyageurs identique à celui de la Gare de Varades - Saint-Florent-le-Vieil.
La halte du Cellier possédait de simples abris en bois et en brique et le personnel résidait dans la maison du garde-barrière. Les quais ont été déplacés et réaménagés ; la maison de garde-barrière existe toujours, en léger retrait par rapport à la route.

## Services voyageurs

### Accueil
Halte SNCF, c'est un point d'arrêt non géré (PANG) à accès libre.

### Desserte
Le Cellier est desservie par des trains TER Pays de la Loire omnibus circulant entre Nantes et Ancenis du lundi au vendredi et entre Nantes et Angers-Saint-Laud les samedis et dimanches.

### Intermodalité
La gare est desservie par la ligne 67 (Le Cellier - Thouaré) du réseau de bus TAN.